# ノルマンディー公

ノルマンディー公国の紋章

ノルマンディー公（仏：duc de Normandie）は、ノルマンディー公国の君主の称号。フランスのノルマンディー地方を領有していた。

## 歴史
ノルマン人の一部族の首領であったロロは、911年、西フランク王国（現在のフランスに相当）の北西部沿岸からセーヌ川を遡って内陸へ侵入した。シャルトルの町を包囲していたノルマン人は、西フランク王シャルル3世の軍に破られる。長年、ヴァイキングの侵入に悩まされてきたシャルル3世は、ノルマン人に土地を与えてヴァイキングの侵入を防がせることに決め、ロロと条約を結んだ（サン・クレール・シュール・エプト条約）。その結果、ロロは、臣下として王に忠誠を誓い、また、キリスト教に改宗した。一方、王は、北西の沿岸部の土地をロロに与え、公爵として封じた。間もなくその一帯はノルマンディーと呼ばれるようになる。その後、1066年、7代目のギヨーム2世のとき、イングランドの王位継承を主張してイングランド王国へ侵攻し、ハロルド王を破ってイングランド王に即位した（ノルマン・コンクエスト、ノルマン朝成立）。
これ以降、ノルマンディー公は、フランス王に臣従する一方で、イングランドでは王として君臨した。このイングランドとフランスの複雑な関係は、後の百年戦争の遠因となる。百年戦争の終結後、ノルマンディーはフランス王の支配下に入った。ただし、チャネル諸島だけはイングランド王が依然として領有し、「ノルマンディー公」の称号が用いられている。
フランス王領となって以後、ノルマンディーはしばしば親王宰地となっている。

## 歴代ノルマンディー公
年数は在位年。確定できないものは / で併記。

### ノルマンディー家
「ノルマンディー公」の称号を正式に使うのは、リシャール1世の代以降。ノルマンディー家は7代目のギヨーム2世のときにイングランドを征服し、ノルマン朝を開く。
1. ロロ（ロベール1世[1]）（911年 - 925/927年）「徒歩公」
2. ギヨーム1世（925/927年 - 942年）「長剣公」
3. リシャール1世（942/943年 - 996年）「無怖公」
4. リシャール2世（996年 - 1026年）「善良公」
5. リシャール3世（1026年 - 1027年）
6. ロベール1世（ロベール2世[1]）（1027/1028年 - 1035年）「華麗公」「悪魔公」
7. ギヨーム2世（1035年 - 1087年）「庶子公」「征服公」
イングランド王（ウィリアム1世、 1066年 - 1087年）「征服王」
8. ロベール2世（ロベール3世[1]）（1087年 - 1105/1106年）「短袴公」
  - ギヨーム・クリトン（ギヨーム3世[2]） ロベール2世の息子。フランドル伯（1127年 - 1128年）
9. アンリ1世（1105/1106年 - 1135年）「碩学公」
イングランド王（ヘンリー1世、1100年 - 1135年）
  - ギヨーム・アドラン（ギヨーム3世/4世[2]）（アンリ1世と共同統治、1115年 - 1120年） アンリ1世の息子。

### ブロワ家
- エティエンヌ（1135年 - 1144年）
イングランド王（スティーヴン、1135年 - 1154年）

### プランタジネット家
アンリ1世（ヘンリー1世）の娘マティルダは、アンジュー伯家（プランタジネット家）のジョフロワと再婚し、エティエンヌ（スティーヴン）とイングランド王位、ノルマンディー公位を争った。
1. ジョフロワ（1144年 - 1150年）「美男公」
アンジュー伯（ジョフロワ5世、1129年 - 1151年）
2. アンリ2世（1150年 - 1189年）
イングランド王（ヘンリー2世、1154年 - 1189年）
3. リシャール4世（1189年 - 1199年）
イングランド王（リチャード1世、1189年 - 1199年）「獅子心王」
4. ジャン（1199年 - 1216年）
イングランド王（ジョン、1199年 - 1216年）「欠地王」
1204年にフィリップ2世によってノルマンディー公領（チャネル諸島を除く）を奪われるが、以降も公位を主張する。
5. アンリ3世（1216年 - 1259年）
イングランド王（ヘンリー3世、1216年 - 1272年）

1259年のパリ条約により、アンリ3世はノルマンディー公位を放棄した。

### ヴァロワ家
- ジャン2世（1332年 - 1350年） フランス王フィリップ6世の長男。
フランス王（ジャン2世、1350年 - 1364年）
- シャルル1世（1355年 - 1364年） フランス王ジャン2世の長男。
ドーファン（王太子）（1349年 - 1364年）
フランス王（シャルル5世、1364年 - 1380年）

### ランカスター家
- 1417年、イングランド王ヘンリー5世がノルマンディーを支配下に置き、その領有を1420年のトロワ条約でフランスに承諾させる。
- 1450年、イングランド王ヘンリー6世は、フランス王シャルル7世にフォルミニーの戦いで敗れ、ノルマンディーを失う。

### ヴァロワ家
- シャルル2世（1465年 - 1469年） フランス王シャルル7世の末子。
1469年、兄ルイ11世によりギュイエンヌに転封。

### ブルボン家
- ルイ（1785年 - 1789年） フランス王ルイ16世の子。
ドーファン（1789年 - ）

## 注
1. 1 2 3  初代のロロはノルマンディーの領主となった後にロベールに改名しているため、ロベール1世と呼ぶ場合がある。この場合、同名の子孫の2人はそれぞれ2世、3世に繰り下がる。
2. 1 2  ギヨーム・クリトン、ギヨーム・アドランともノルマンディー公に含める場合がある。両方を含める場合には後者は4世となる。